# Robert Minton
Robert Henry „Bob“ Minton (* 13. Juli 1904 in Lawrence, New York; † 2. September 1974 in New York City) war ein US-amerikanischer Bobfahrer.

## Biografie
Robert Minton war 1926 Absolvent des Dartmouth College. Er ging an die New York Stock Exchange und war bis 1929 Partner in der Firma Laucheim, Minton & Co. Anschließend war er bei Carlisle, DeCoppet und Co tätig und blieb bis zu seiner Pensionierung 1967 Börsenmakler. Während des Zweiten Weltkriegs diente er bei der US-amerikanischen Luftwaffe.
Bei den Olympischen Spielen 1932 startete er im Zweierbob-Wettbewerb zusammen mit Jack Heaton und gewann dabei die Bronzemedaille.